# Jornalismo esportivo
Jornalismo esportivo (português brasileiro) ou desportivo (português europeu) é a especialização da profissão jornalística nos fatos relacionados aos esportes (desporto, em Portugal), ginástica, jogos, hobbies e outras atividades de exercício físico.

## Temas
As pautas do Jornalismo Esportivo incluem a cobertura de eventos (Jogos Olímpicos, Copas do Mundo, campeonatos, competições, treinos, contratações de jogadores e técnicos), as instituições que geram produtos e fatos (comitês olímpicos, federações esportivas, clubes, torcidas), as políticas públicas para a área (Ministério do Esporte, secretarias do Esporte, construções de estádios, quadras e áreas de lazer) e o dia-a-dia do setor.
No Brasil, o esporte que domina a esmagadora maioria das pautas em Jornalismo Esportivo é o futebol. Em diversos jornais e revistas não-especializados em Esporte, há uma divisão entre o futebol e os demais esportes, agrupados todos sob a denominação genérica de "esportes amadores" (embora grande parte deles seja já profissionalizada).

## Crônica esportiva
Uma função específica do Jornalismo Esportivo é o Cronista Esportivo, um jornalista especializado em narrar momentos e lances de um jogo ou competição sob a forma de crônica, um texto mais leve e literário.
O principal cronista esportivo da história brasileira foi Nelson Rodrigues.
O menor cronista desportivo da história em Portugal é António Ribeiro Cristóvão.
A crônica é um estilo que, por si só, tem a capacidade de dar tom ficcional e romântico a um fato. A emoção com que os grandes cronistas escreviam cabia perfeitamente no futebol, esporte que sempre despertou os mais variados sentimentos naqueles que o acompanham de perto.
Os autores conseguiam trazer esta emoção dos campos para os folhetins e periódicos da época, o que dava a seus textos uma grande popularidade entre os apaixonados por futebol. O esporte não tinha muito espaço na mídia, espaço que foi conquistado conforme a paixão crescia.
Pode-se dizer que as crônicas contribuíram para o crescimento dessa paixão, mas existem alguns questionamentos quanto a ligação dessas crônicas com o Jornalismo.
Alguns princípios básicos do jornalismo, como a busca pela verdade e a imparcialidade, fugiam a alguns textos de Nelson Rodrigues. Torcedor fanático do Fluminense, Nelson preferia emoção à razão. Era míope, tinha a visão muito prejudicada, o que o impedia de analisar completamente uma partida de futebol e comprometia a veracidade do texto.

## Grandes coberturas
No jornalismo esportivo, pelo menos duas grandes coberturas de nível mundial se alternam a cada quatro anos: a Copa do Mundo de Futebol e os Jogos Olímpicos. A primeira é o maior evento de futebol do planeta, sediado em um país de cada vez, e acontece nos anos pares com final não-divisível por 4 (90, 94, 98...). Já as olimpíadas ocorrem nos anos terminados em múltiplos de 4 (88, 92, 96...), sediadas em uma única cidade. Durante estes eventos, a imprensa de inúmeros países do mundo envia repórteres e correspondentes para cobrir o desempenho de seus atletas e dos adversários. No entanto, a concentração de jornalistas esportivos numa olimpíada é muito maior do que numa Copa do Mundo, já que os profissionais estão em uma só cidade e há muito mais países participantes. Por isso, as coberturas de Jogos Olímpicos exigem grande estrutura e recursos, tanto para a cidade-sede das competições quanto para as empresas jornalísticas.

## Jornalismo esportivo no Brasil
No Brasil, a esmagadora maioria do espaço no Jornalismo Esportivo é preenchida por matérias sobre futebol, o esporte mais popular no país. O restante é dedicado aos chamados Esportes Amadores, ainda que constem entre eles o vôlei, o futsal e o basquete, que já são bastante profissionalizados.
Os principais veículos (jornais e revistas) dedicados ao tema são os jornais Lance! e Jornal dos Sports,  além das revistas Placar, Revista Goool e Trivela. A TV Bandeirantes foi, nas décadas de 1980 e 1990, especializada em esportes, utilizando o slogan "o canal do esporte". Na TV por assinatura, existem o Sportv (Sportv 1, Sportv 2 e Sportv 3), Woohoo, ESPN (ESPN, ESPN 2, ESPN 3, ESPN 4, ESPN Extra e Fox Sports 2, variante do antigo Fox Sports Brsil) e o BandSports. Há ainda aqueles cujo são só no Pay-per-view, como: Combate (canal) e PFC. Já na Internet há também sites que abordam o assunto: ge (sigla de globoesporte.com), FutNet, 4.3.3, Papo de Bola, QuatroQuatroDois (www.quatroquatrodois.com), Esporte Interativo (que foi canal de TV), Futebol Interior, FutRio, Intermediaria Esportes (intermediaria.vai.la), entre outros.
Alguns dos maiores expoentes profissionais brasileiros em Jornalismo Esportivo (entre jornalistas, colunistas, locutores e pesquisadores) são: Orlando Duarte, Juca Kfouri, Fernando Calazans, Jorge Guimarães, Henrique Chaparro, Luis Carlos Reche, Nando Gross, professor Ruy Carlos Ostermann, Lauro Quadros, Armando Nogueira, Antônio Maria, Mário Filho, Breiller Pires, Antero Greco e Alberto Helena Júnior (impresso); José Carlos Araújo, Eraldo Leite, Osmar Santos, Oduvaldo Cozzi, Orlando Baptista, Luciano Andrade, Luis Mendes, Alberto Rodrigues, Aroldo Costa, Roberto Queiroz, Ralph de Carvalho, Luiz Penido, Edson Mauro, Washington Rodrigues, Fiori Gigliotti, Ulisses Costa, Dirceu Maravilha, José Silvério, Pedro Ernesto Denardin e Oscar Ulisses (rádio); Luciano do Valle, Fernando Vanucci, George Guilherme, Léo Batista, José Italiano, Jorge Kajuru, José Trajano, João Pedro Paes Leme, Marcos Uchôa, Milton Neves, Mauro Cezar Pereira, Arnaldo Ribeiro, Sérgio Maurício, Rafael Copetti dos Santos, Ricardo Vidarte, Rafael Silveira, Andrei Kampff, Régis Rösing, João Guilherme, Tino Marcos, Galvão Bueno, Cléber Machado, Luis Roberto, Luiz Carlos Júnior, Milton Leite, Jota Júnior, Oliveira Andrade, Silvio Luiz, Téo José, Nivaldo Prieto, Mário Filho, Tiago Leifert, Leroy Ackermann, Fernando Kallás, Luís Nachbin, Mauro Beting, Paulo Vinícius Coelho, Paulo Calçade, Armando Oliveira, Rodrigo Bueno, Barcimio Sicupira e Clemente Comandulli (TV), entre outros.
O Jornalismo Esportivo no Brasil ainda é uma especialização exercida principalmente por homens, mas o número de mulheres vem crescendo. As primeiras grandes nomes da participação feminina na área foram Regiani Ritter e Kitty Baleiro. Depois, vieram nomes como Silvia Vinhas, Simone Mello, Isabela Scalabrini, Debora Meneses, Cléo Brandão. Atualmente, os grandes nomes são Cristiane Dias, Gabriela Pasqualin, Glenda Kozlowski, Karine Alves, Larissa Erthal, Marcela Rafael, Marina Ferrari, Mylena Ciribelli, Renata Cordeiro, Renata Fan, Vanessa Riche, Lucilene Caetano, entre outras.
Além das grandes coberturas, o jornalismo esportivo tem atuação direta na sociedade como um todo, pois mostra a realidade de várias pessoas que por meio do esporte mudaram de vida drasticamente, e que também dispertaram o interesse pela profissão, pois acreditam que por meio das mídias sociais de alguma forma podem transformar a sociedade para melhor.

## Viés bélico do texto esportivo voltado ao futebol
A produção de textos voltados ao futebol tem suas próprias características e peculiaridades. Por vezes, são empregados termos técnicos como os que definem a posição de um atleta no campo de jogo ou o nome de alguma infração anotada pelo árbitro da partida
As metáforas bélicas e a linguagem de guerra proporcionam ao texto esportivo um aspecto espetacular, um ar grandioso. O emprego desse tipo de linguagem vai desde a descrição de um simples movimento no campo de jogo até o clímax do esporte, que seria a obtenção de um título importante, por exemplo. Do emprego dessa linguagem bélica surgiram personagens que ficaram marcados por nomes característicos em suas carreiras.

### Termos frequentemente empregados

#### Tiro/ Petardo/ Bomba
Esses termos geralmente designam um chute muito forte na bola. O emprego reforça a atmosfera de batalha que o texto esportivo tenta criar.
Exemplo na mídia: "Diaz acertou um belo tiro de fora da área e marcou o gol do jogo, sem chance para o goleiro Paulo Victor (...)"

#### Investida ofensiva/ Blitz
Expressão que traduz o movimento de um time, com muitos jogadores ou com muita intensidade, ao gol do adversário.
Exemplo na mídia: “Os jogadores fizeram uma verdadeira blitz no início do jogo. A pressão foi tamanha que o Santos, praticamente, não saiu do campo de ataque nos primeiros 25 minutos.”

#### Esquadrão
Termo que exprime todos os jogadores de um clube, como se fossem grandes soldados.
Exemplo na mídia: "Neymar puxa a fila do esquadrão alvinegro para 2012”

### Definições bélicas

#### O artilheiro
Jogador que faz muitos gols. Representado como chefe de uma grande artilharia de um exército.
Exemplo na mídia: “O português Cristiano Ronaldo é um dos dez maiores artilheiros em atividade no futebol mundial"

#### Estrategista
Treinador de um clube que age de maneira excepcional, representando um grande general.
Exemplo na mídia: “Cruyff conheceu o estrategista Telê Santana”

#### Carrasco
Algum jogador que decidiu o jogo para seu time, como se tirasse a vida do outro time.
Exemplo na mídia: “Carrasco do Santos no Mundial, Messi ganha 3 dias de folga (...)”
Matador/Assassino das áreas
Jogador que costuma marcar muitos gols em momentos importantes.
Exemplo na mídia: "Lionel Messi é um assassino dentro da área" - Juan Pablo Sorín (Ex-jogador e comentarista dos canais ESPN)

### Personagens marcados
1. Adriano Imperador (por ter se destacado na Itália)
2. Kléber Gladiador (por ser perspicaz em seu jogo)
3. Leandro Guerreiro (por doar-se fisicamente ao máximo em seu jogo)
4. Gérson Canhotinha de Ouro (por  ter passes certos na maioria das vezes em que tentava)

## Jornalismo esportivo em Portugal
- Artur Agostinho
- Alexandre Pais
- António Ribeiro Cristóvão, Rádio Renascença